# Boris Pergamenchtchikov
Boris Mironovitch Pergamenchtchikov (en russe : Борис Миронович Пергаменщиков), né à Leningrad le 14 août 1948 et mort à Berlin le 30 avril 2004, est un violoncelliste russe.

## Biographie
Il commence l'étude du violoncelle et de la composition dès l'âge de six ans au conservatoire de sa ville natale où il est notamment l'élève d'Emanuel Fischmann. En 1970, il remporte le premier prix au Concours international de Prague. En 1974, il obtient le premier prix au Concours international Tchaïkovski à Moscou. Sa carrière se développe rapidement, en concerto et en musique de chambre; il joue régulièrement au Festival de Lockenhaus en Autriche avec Gidon Kremer. En 1977, il émigre en Occident. Il fait ses débuts aux États-Unis en 1982, puis au Japon.
Ardent défenseur de la musique de son temps, il a l'occasion de jouer les œuvres de compositeurs comme Chostakovitch, Lutosławski, Schnittke, Dutilleux, K. Meyer, Goubaïdoulina, Kurtág après les avoir travaillées avec les compositeurs eux-mêmes. Son enregistrement pour le label Chandos du concerto Tout un monde lointain… de Dutilleux est récompensé par un Diapason d'or et, en 2001, il crée, avec les violoncellistes Truls Mørk et Han-Na Chang et l'Orchestre symphonique de la NHK sous la direction de Charles Dutoit, le Concerto grosso pour trois violoncelles de Krzysztof Penderecki.
Il enseigne à la Musikhochschule de Cologne entre 1977 et 1992, à l'Académie de musique de Bâle et à la Musikhochschule Hanns Eisler de Berlin (1998-2004)
Il décède d'un cancer à l'âge de 55 ans.
Il jouait sur un Domenico Montagnana de 1735.